# Безпосадковий авіарейс

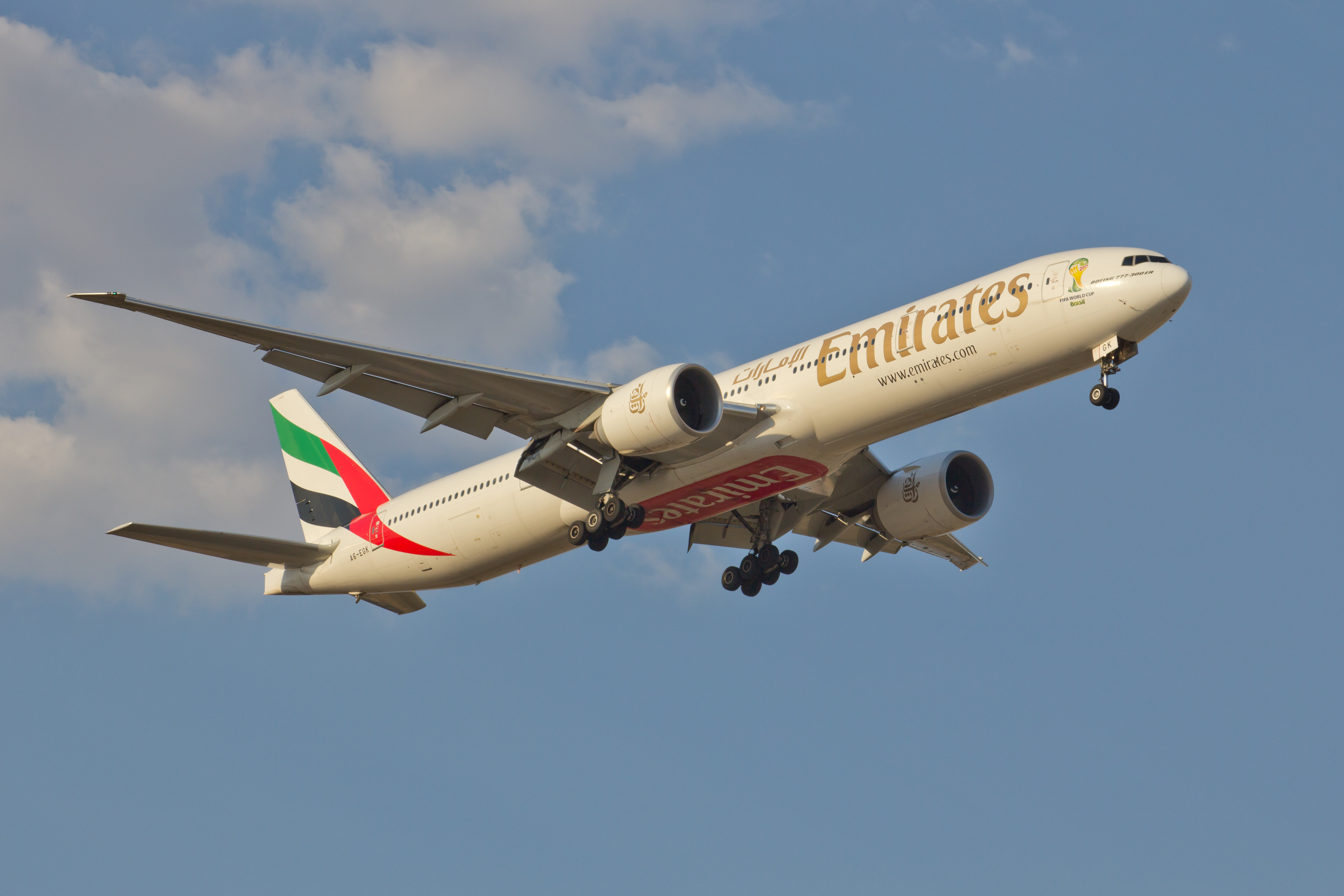
Найдовші комерційні рейси в світі здійснюються на літаках Boeing 777.

Безпосадковий авіарейс — це політ повітряного судна без проміжних зупинок.

## Історія
На початку розвитку авіаційної промисловості, коли радіус дії літаків був обмежений, більшість рейсів обслуговувалися у формі молочного рейсу, тобто на маршруті було багато зупинок. Але з розвитком авіаційних технологій і вдосконаленням можливостей літальних апаратів безпосадкові польоти починають переважати й тепер стають домінуючою формою польотів у наш час.
Розпад Радянського Союзу в 1991 році зрештою відкрив російський повітряний простір, що дозволило комерційним авіакомпаніям використовувати нові навколополярні маршрути та створило багато нових безпосадочних послуг, усунувши необхідність робити проміжні зупинки.
Наприкінці 2000-х – на початку 2010-х рр. зростання цін на паливо в поєднанні з економічною кризою призвело до скасування багатьох безпосадкових рейсів на наддалекі відстані. Оскільки ціни на паливо впали, а літаки стали економічнішими, економічна життєздатність наддалеких рейсів покращилася.

## Порівняння
Прямі рейси і безпосадкові рейси часто плутають один з одним. Починаючи з 31 березня 2019 року, American Airlines почала пропонувати прямі рейси з Фінікса, штат Аризона, до Лондона, Англія, тобто літак вилітає з міжнародного аеропорту Фенікс Скай-Гарбор і приземляється в аеропорту Хітроу. Навпаки, прямий рейс просто означає, що пасажири зазвичай не вийдуть з літака, якщо він зупиниться (приземлиться) у місці між двома містами.

## Дивіться також
- Прямий авіарейс
- Внутрішній авіарейс
- Міжнародний авіарейс
- Тривалість польоту